# Schreibkompetenz
Unter Schreibkompetenz (englisch writing literacy) versteht man die Fähigkeit, lesbare Texte zu verfassen. Diese komplexe Fähigkeit setzt sich aus verschiedenen Teilkompetenzen zusammen, die in vielen Schritten erlernt, eingeübt und koordiniert werden müssen.

## Schreibkompetenzentwicklung
Es wirken diverse Faktoren auf den Kompetenzentwicklungsprozess ein. Die Entwicklung steht in Abhängigkeit zur jeweiligen Aufgabe. Dabei spielen auch die Art der Aufgabe, der soziokulturelle Kontext, sowie die Fachdisziplin eine entscheidende Rolle.
Die Bildung von ganzen Sätzen ist die sensibelste und spezifischste Methode, um im Alter von 10 Jahren Schwierigkeiten beim Schreiben zu erkennen. Die entsprechende Fähigkeit wird sowohl durch die Fähigkeit gesprochene Sätze zu bilden, durch flüssige Handschrift als auch durch die Gedächtnisspanne beim Hören vorhergesagt.

## Schreiben als komplexe Fähigkeit

### Teilkompetenzen
Schriftliche Kommunikation unterscheidet sich in einigen wesentlichen Aspekten von mündlicher Kommunikation. Schreiben können bedeutet weit mehr als das Erlernen der Laut-Buchstaben-Zuordnung und die Einhaltung orthographischer Normen.
Schriftliche Kommunikation überwindet Raum und Zeit. Die Texte richten sich normalerweise an nicht anwesende Leser. Daher muss der Schreiber seinen Standpunkt relativieren und den abwesenden Leser mit seinen möglichen Bedürfnissen, Verständnisproblemen und Einwänden berücksichtigen können. Wann die Fähigkeit erworben wird, sich in einen abwesenden Leser hineinzuversetzen, hängt nicht nur vom Alter ab, sondern ist auch eine Frage der Übung.
Das Schreiben erfordert noch weitere kognitive Fähigkeiten (siehe unten). Man geht allgemein davon aus, dass der Weg zu einer voll entwickelten Schreibkompetenz aus vielen Lernschritten besteht.
Eine von Chitez und Kruse vorgeschlagene Modellierung von Schreibkompetenzen besteht aus den folgenden Komponenten: Wissen (wird durch das Schreiben dargestellt, aber gleichzeitig auch dadurch erworben), Schreibprozess (beinhaltet das Wissen darüber, dass das Schreiben ein Prozess ist, der aus den Stufen Planung, Lesen, Strukturieren, Formulieren, Überarbeiten und Prüfen besteht), Kommunikation (Schreiben dient der Kommunikation von Wissen; Schreibende bewegen sich in einem Kollektiv, auf das sie sich beziehen und dem sie etwas hinzufügen), Genre (beinhaltet das Wissen über die Textsorten), Medien (Umgang mit Neuen Medien und den daraus erwachsenden Anforderungen an das Schreiben) und Sprache (Schreiben erfordert Kenntnisse der Schriftsprache und der Wissenschaftssprache). Allerdings lässt sich die Schreibkompetenz „[…] nicht additiv aus den einzelnen Teilfähigkeiten erklären, sondern sie besteht genau in der Fertigkeit, diese Teilkompetenzen in einem zielgerichteten integralen Schreibprozess zu verbinden.“
Eine andere Modellierung wurde von Becker-Mrotzek und Schindler 2008 vorgeschlagen. Zu beherrschen sind danach die folgenden sechs Bereiche (auch für sie gilt, dass sie nicht als unabhängig voneinander gedacht werden dürfen): Medien/Werkzeug, Orthografie, Lexik, Syntax, Textmuster und Leserorientierung.

### Fähigkeitskomplexe nach Bereiter
Bereiter (1980) hat ein Modell zur Entwicklung der Schreibkompetenz entworfen. Er unterscheidet fünf kognitive Fähigkeitskomplexe, die eine entwickelte Schreibkompetenz kennzeichnen:
- Assoziatives Schreiben: Der Fokus liegt auf der Ideenproduktion und Hervorbringen von Sprache. Es findet keine oder wenig vorgreifende Planung statt.
- Performatives Schreiben: Der Schreibende versucht einen Text zu erzeugen, der grammatischen und orthographischen Normen folgt.
- Kommunikatives Schreiben: Das Schreiben wird am potentiellen Adressaten orientiert.
- Reflektiertes Schreiben: Der Schreibende tritt seinem eigenen Text als kritischer Leser gegenüber und bewertet ihn in Bezug auf die eigenen Ansprüche und Ziele.
- Epistemisches Schreiben: Beim Schreiben werden gedankliche Konzepte gebildet und neue Zusammenhänge hergestellt. Das Schreiben wird so zu einem Bestandteil des Denkens.

Im Laufe der individuellen Schreibentwicklung steigt nach und nach die Anzahl der Fähigkeiten, die beim Schreibprozess koordiniert werden können. Da die kognitive Kapazität des Menschen begrenzt ist, können nicht alle Fähigkeitskomplexe schlagartig ausgebildet und in den Schreibprozess integriert werden. Die Integration neuer Fähigkeiten wird erst möglich, wenn bisherige Fertigkeiten weitgehend automatisiert beherrscht werden.

### Primäre und sekundäre Schreibkompetenz
Nach Dieter (2006) kann zwischen primären und sekundären Schreibkompetenzen unterschieden werden: 
Primäre Schreibkompetenzen sind allgemeine, von bestimmten Medien und Zielen unabhängige Schreibkompetenzen (Leserlichkeit, Orthographie, Grammatik, Textgliederung, Textverständlichkeit). 
Sekundäre Schreibkompetenzen beziehen sich auf die Fähigkeit, Texte zu erstellen, die in Bezug auf Inhalt und Form den Ansprüchen bestimmter Medien und bestimmter Zielgruppen genügen, z. B. Texte für Zeitungen, wissenschaftliche Zeitschriften oder Websites, beziehungsweise Texte für Kinder, Erwachsene, Senioren, Fremdsprachler, Romane, Bildung, Information, Meinungsmache, Werbung, Dokumentation etc. Die primären Schreibkompetenzen müssen dabei mit Kenntnissen über das Medium und seinen Gebrauch verbunden werden (Medienkompetenz), sowie mit den Erfordernissen der Zielgruppen und den Aufgaben (Zielgruppenorientiertes Schreiben).